# The Baltic Times
The Baltic Times (рус. Балтик Таймс) — независимая ежемесячная газета на английском языке, посвящённая новостями и событиям в Эстонии, Латвии и Литве. Единственное периодическое издание на английском языке, посвящённое трём балтийским государствам.
Газета основана в 1996 году в результате слияния газет Baltic Independent и Baltic Observer. До 2012 года издавалась еженедельно, до сентября 2013 — дважды в месяц.